# Теннесси в Гражданской войне

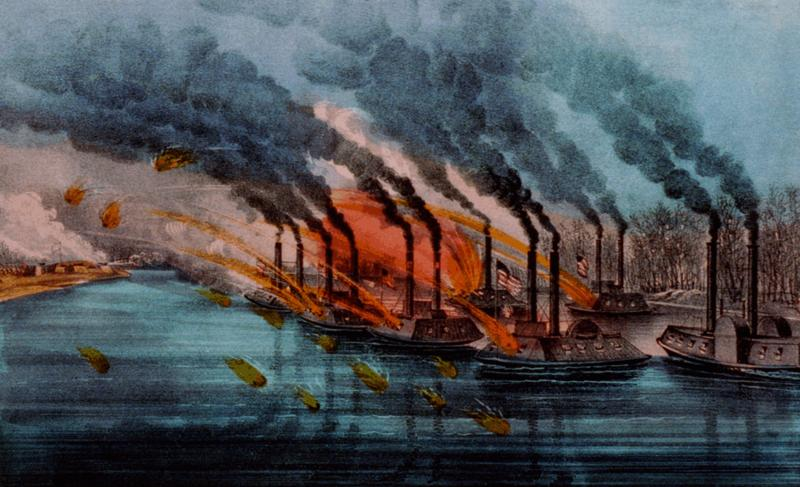
Бомбардировка форта Генри 6 февраля 1862 года.

Во время Гражданской войны в США южный рабовладельческий штат Теннесси был пограничным штатом со смешанными симпатиями населения: многие жители восточных округов симпатизировали Северу. Теннесси последним вышел из состава Союза вследствие референдума 8 июня 1861 года.
В первые годы войны штат был тылом армии Конфедерации, которая с его территории вторгалась в Кентукки, но летом 1863 года в ходе Туллахомской кампании южане были вытеснены из Теннесси. Продолжение наступления привело к разгрому федеральной армии Роузкранса, которая отступала в Чаттанугу, после чего последовала осада Чаттануги. В ноябре 1863 года генерал Грант разбил южан в битве при Чаттануге, что позволило федеральной армии весной 1864 года начать наступление в Джорджию.
Военным губернатором Теннесси с 1862 года был Эндрю Джонсон, который в 1865 году стал вице-президентом, а затем президентом США.